# Aconodes bulbosa
Aconodes bulbosa là một loài bọ cánh cứng trong họ Cerambycidae.